# Autoroute A35 (Italie)

Tracé de la BreBeMi (en rose) avec l'autoroute actuelle et l'autoroute future A36 Pedemontana et raccordement autoroutier Ospitaletto-Montichiari (Raccordo Autostradale Ospitaletto-Montichiari)

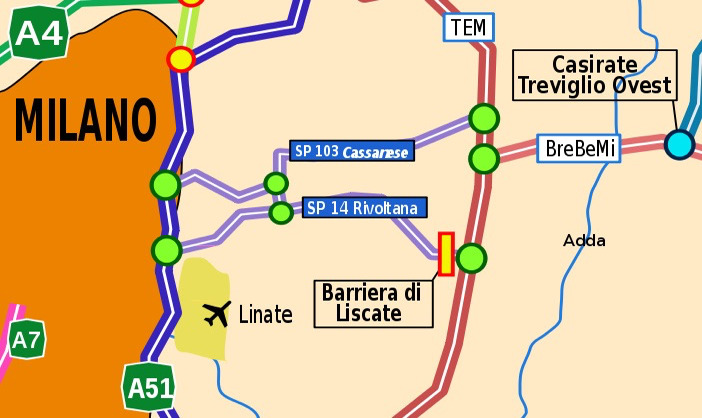
Tracé de la BreBeMi et travaux connexes

L'Autoroute A35, plus connue comme BreBeMi, acronyme des initiales des trois provinces traversées, Brescia, Bergame et Milan, relie ces villes avec un parcours alternatif plus direct, situé plus au sud par rapport à l’autoroute A4 "Serenissima". Elle a été ouverte en 2014.
L'A35 est la première autoroute d'Italie, après des expérimentations suédoises et allemande à être dotée d'un tronçon d'autoroute électrique.
Pour l'expérience initiale, les caténaires ne seront déployés que sur une longueur de six kilomètres.
L'autoroute pourrait également devenir la première autoroute électrique "zéro impact" écologique avec l'utilisation de panneaux solaires le long de l'A35.

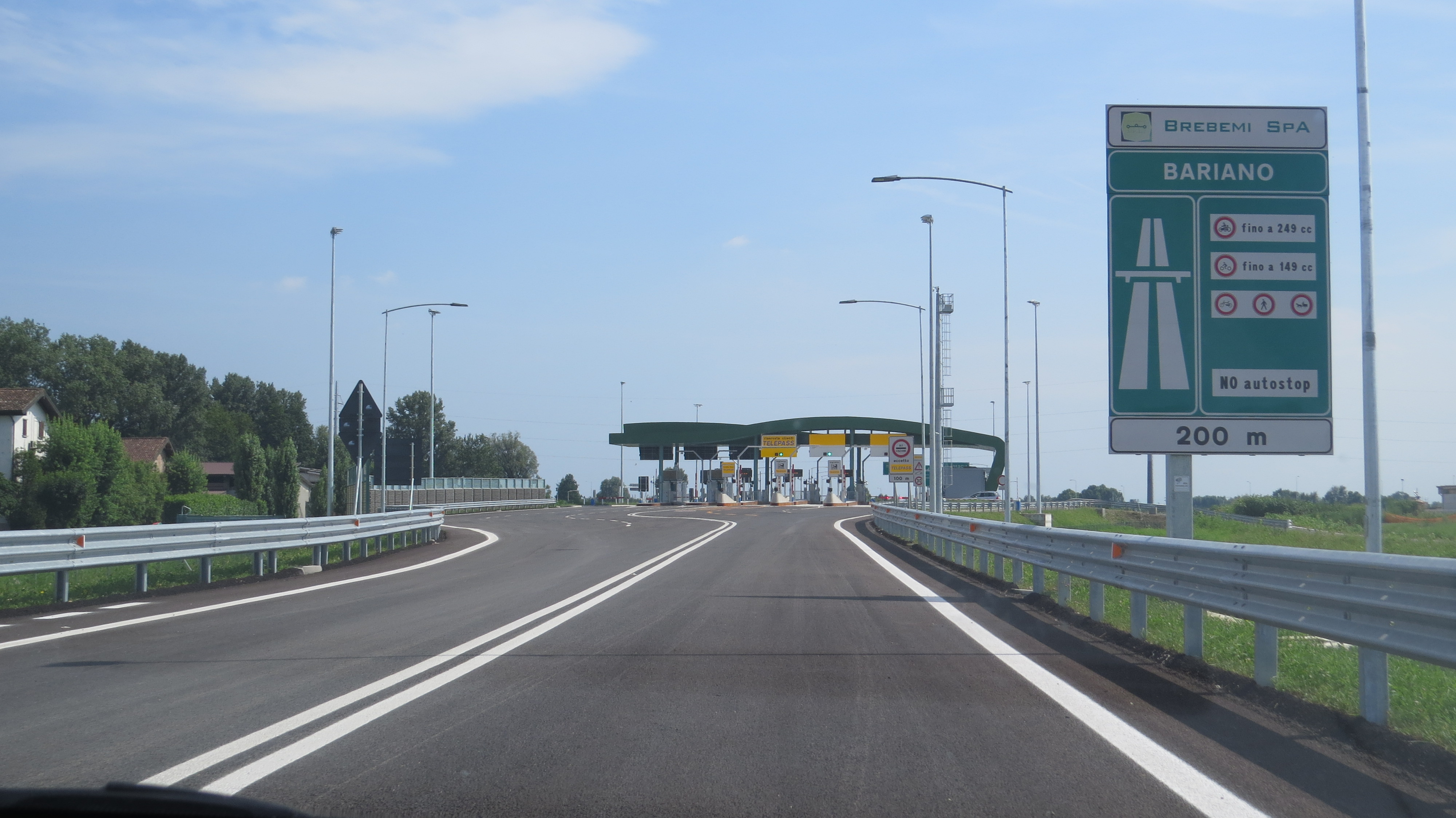
Péage de Bariano
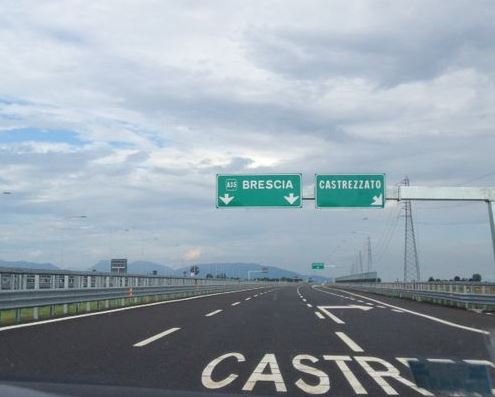
Sortie de l'A35 péage de Castrezzato
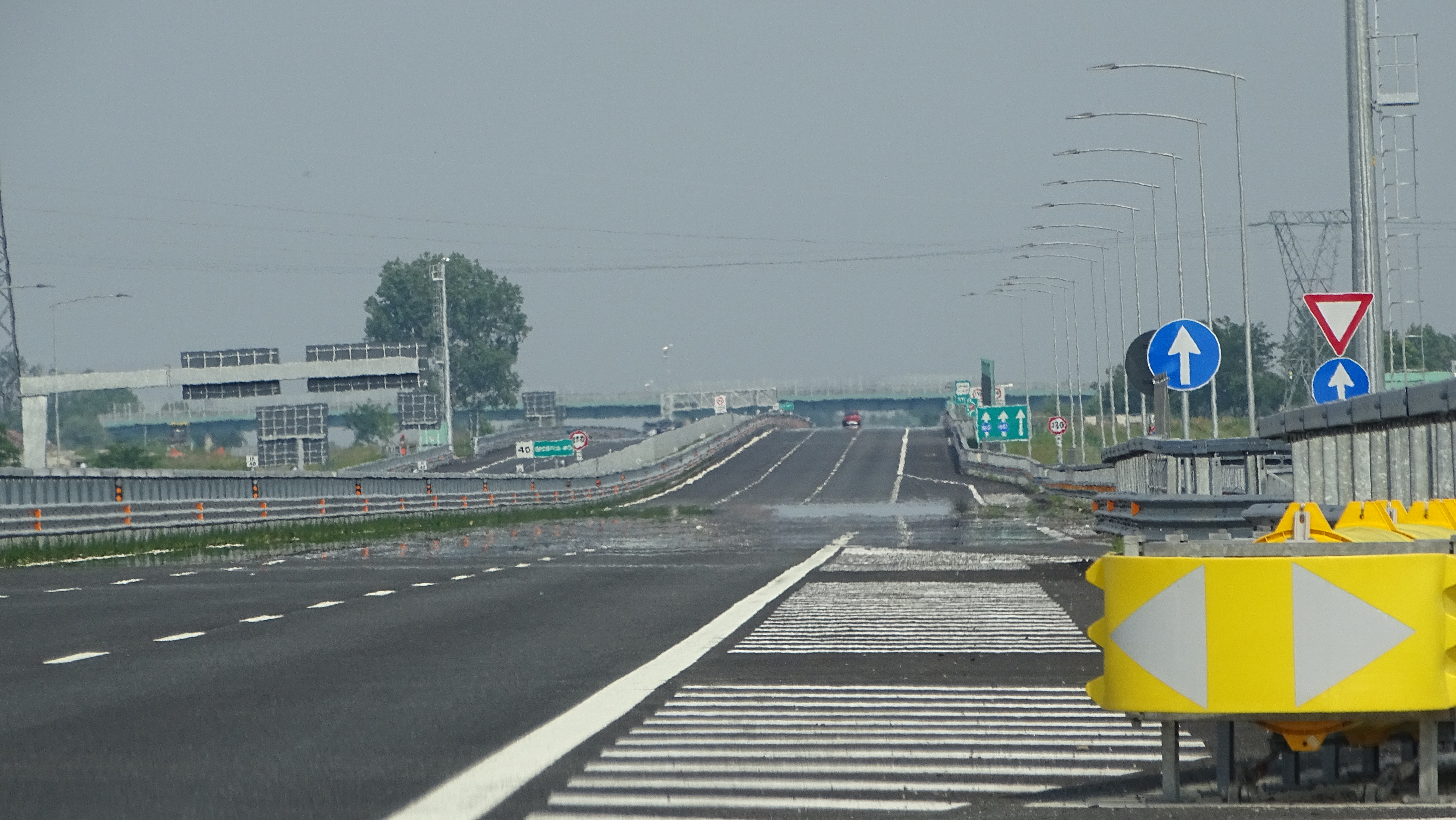
L'Autoroute A35 sortie de Treviglio